# 남해 해관암 아미타삼존도 및 복장유물 일괄
남해 해관암 아미타삼존도 및 복장유물 일괄(南海 海觀庵 阿彌陀三尊圖 및 腹藏遺物 一括)은 대한민국 경상남도 남해군, 해관암에 있는 19세기의 불화와 복장물이다. 2014년 1월 23일 경상남도 문화재자료 제577호로 지정되었다.

## 아미타삼존도
이 작품은 불화의 양식과 복장물의 양식에 미루어 19세기에 제작된 것으로 본존인 아미타불이 정면관에 녹색의 연화좌를 밟고 서서 구품인을 결하고 있으며, 좌·우 협시보살들은 본존 쪽으로 3/4 측면관에 관세음보살은 정병을, 지장보살은 오른손에 석장을 쥐고 왼손에 보주를 든 채 역시 답할좌 모습으로 묘사되어 있다.
필력이 있는 가는 철선의 필선을 사용하여 신체부위를 중첩되게 표현하고 있는 등 규모가 작지만 작품성이 상당히 뛰어나다.

## 복장유물
복장유물은 10건, 24점이다.
- 황초폭자 1점
- 후령통 1점
- 오보병 5점
- 오륜종자 5점
- 팔엽대홍련지도 1점
- 준제천원지도 1점
- 열금강지방지도 1점
- 보협다라니 1점
- 봉함지 1점
- 사리 7과

## 참고 자료
- 남해 해관암 아미타삼존도 및 복장유물 일괄 - 국가유산청 국가유산포털